# Michael Dell
Michael Saul Dell (nascut el 23 de febrer de 1965 a Houston, Texas) és un home de negocis dels Estats Units. Va estudiar a la Universitat de Texas a Austin per ser metge.
Va tenir el seu primer contacte amb les computadores als 15 anys. Mentre era a la universitat, va començar una empresa de computadores anomenada PC Limited al seu dormitori.
El 1987 el nom de l'empresa va canviar Dell computer corporation.
Actualment és la figura principal de Dell Computer, una de les dues més grans empreses fabricants de computadores al món, al costat de Hewlett-Packard.
La seva fortuna personal està calculada, segons la revista Forbes, en $12.300 milions de dòlars (any 2009). Ocupa el posat nombre 25 entre les majors fortunes personals del món.
Quan tenia 19 anys, va pensar que seria fàcil millorar la qualitat de les computadores. Va començar comprant material sobrant d'inventari dels venedors de material informàtic, i l'utilitzava per millorar les màquines que després venia. Quan va complir 21 anys, la seva companyia, facturava $60 milions de dòlars americans.